# Marcelo Lima
Marcelo Jorge Lima (San Juan, Argentina, 10 de julio de 1956) es abogado, escribano y político argentino. Se desempeñó como vicegobernador de la provincia de San Juan en dos oportunidades: en los períodos 2003-2007 y 2015-2019. También fue intendente de la Ciudad de San Juan entre 2007 y 2015. Actualmente se desempeña como Ministro de la Corte de Justicia de San Juan.

## Biografía
Marcelo Lima nació el 10 de julio de 1956 en la ciudad de San Juan. Está casado con Laura Pizarro y tiene tres hijos: María Mercedes, Facundo Ignacio y María Milagros.
Cursó sus estudios secundarios en la escuela Normal Mixta de Profesores Sarmiento. Posteriormente, se recibió de abogado en la Facultad de Ciencias Jurídicas y Sociales de la Universidad Nacional del Litoral, Provincia de Santa Fe. Además es Escribano Público Nacional, egresado de la Facultad de Derecho y Ciencias Sociales de la Universidad de Morón, Provincia de Buenos Aires.

## Trayectoria

### Actividad profesional
Desarrolló su carrera como notario y revisor de cuentas en el Consejo Directivo del Colegio Notarial de la Provincia de San Juan. También ejerció la docencia en la Escuela Normal Superior Manuel Belgrano de la Ciudad de Caucete y en el Instituto Presbítero Pérez Hernández.

### Actividad pública
Se desempeñó como Director Titular y Síndico Titular del Banco de San Juan y como Secretario de Gobierno, Cultura, Acción Social, de la Municipalidad de la Ciudad de San Juan, durante el gobierno del intendente Daniel Alberto Coll.
Fue Presidente del Bloque Federal de Intendentes Justicialistas de la F.A.M. (Federación Argentina de Municipios).
También ejerció Presidente del Consejo Permanente para la Reforma de los Servicios de Justicia y Seguridad -COPERJUS- que generó la modificación integral del Código de Faltas de la Provincia de San Juan Ley 7819, y la modificación integral del Código de Procedimientos Civiles, Comercial y de Minería.

### Actividad partidaria
Fue Presidente del Tribunal de Disciplina del Partido Justicialista y ocupa el cargo de Vicepresidente primero del Consejo Provincial del Partido Justicialista desde el 2003.

## Vicegobernador de San Juan 2003 - 2007
El 5 de octubre de 2003 fue elegido Vicegobernador de la Provincia de San Juan para el periodo 2003-2007, acompañando en la fórmula a José Luis Gioja. La fórmula de la Alianza Frente Para la Victoria triunfó con el 41% de los votos, obteniendo amplia diferencia de la fórmula Basualdo-Hensel.

## Intendente de San Juan 2007 - 2015
En 2007 fue elegido Intendente de la Municipalidad de la Ciudad de San Juan, y fue reelecto en el año 2011 para continuar con su mandato, siendo a la fecha el único intendente en obtener la reelección en la Ciudad de San Juan.
Las políticas públicas de su gestión se llevaron a cabo en el marco de un Plan Urbanístico, que incluyó la pavimentación de 300.000 metros cuadrados, se realizó un ordenamiento del tránsito (abriendo nuevas calles y cambiando el sentido de las calles) y se instalaron semáforos en zonas estratégicas. También se creó el Sistema de Estacionamiento Controlado y Ordenado ECO, una empresa pública con tecnología de avanzada, posibilitando la contratación del servicio a través de la telefonía celular.
Se implementó un Sistema Automatizado de Recolección de Residuos, permitiendo la recolección de residuos domiciliarios en forma ágil y efectiva, mediante la utilización de contenedores herméticos de alta tecnología, fabricados en Italia y de exitosa implementación en Europa.
Se dio solución a la problemática de la venta ambulante en la Peatonal, se recuperaron y se pusieron en valor de espacios verdes como plazas y parques.
Se creó el Cine Teatro Municipal, remodelando un edificio histórico de la Ciudad de San Juan, siendo un gran aporte a la cultura y educación para todos los sanjuaninos. Se recuperó el Coro Villicum y se constituyó el Ballet “Sembrando Ilusiones”, integrado por personas con discapacidad. Asimismo se implementaron numerosas actividades que fomentaron el deporte y el cuidado de la salud, a través de las Pistas de Salud y carreras diversas, como la Aventura Urbana.
Se construyó el Museo de la Memoria Urbana, con testimonios de los pueblos aborígenes, desde el periodo prehispánico, la influencia romana, árabe hasta llegar al año 1944, año del terremoto que sufrió la Provincia de San Juan. Cuenta con un simulador de sismos a escala real para revivir la experiencia de un sismo a gran escala.

## Vicegobernador de San Juan 2015 - 2019
Marcelo Lima acompañó a Sergio Uñac como candidato a Vicegobernador de la Provincia de San Juan, dentro de la fórmula del Frente para la Victoria, logrando un triunfo contundente con más del 54% de los votos.

## Ministro de la Corte de Justicia de San Juan
El viernes 28 de febrero de 2020, fue elegido como Ministro de la Corte de Justicia de San Juan. La elección se realizó en una sesión extraordinaria en la Cámara de Diputados de San Juan. 

## Libros
En 2014 publicó “Conducción y Conductor”, libro dedicado a la defensa de la política como herramienta indispensable para la ordenación de la vida social, para lo cual se exige la profesionalización de los funcionarios. Además es una invitación a la juventud a participar activamente en política.
En el año 2016 publicó “José Luis Gioja. Una vocación política”, un relato sobre el exgobernador de San Juan, diputado nacional en la actualidad, quien desde su juventud abrazó la causa peronista, haciendo de la militancia una constante en su vida. Este libro lo describe en todas las etapas de su vida política, como dirigente departamental, provincial y nacional, siendo un referente y conductor de un proyecto político.
Posteriormente publicó “Un día de Sol”, ensayo sobre el 17 de octubre de 1945. Sobre esta obra comentó "Fue uno de los hechos históricos que más atrajo mi atención de la política argentina. No solo por sus consecuencias, sino también porque creo que fue la expresión más popular y espontánea de la historia nacional”.
Luego, en 2018, fue publicada su obra "Evita. En el Umbral de su Centenario" en la que pone énfasis en el amor que guiaba sus acciones hacia el pueblo argentino, fundamentadas en la solidaridad y la justicia social, más que en su faceta política. Este libro fue prologado por Noberto Galasso 
En el año 2019 publicó el libro "Leyendas y Relatos de Nuestro Pueblo" como una serie de relatos populares que exploran la conexión entre la tierra, su gente, y las experiencias compartidas del autor con ellos. En cada narración, destacan valores como la solidaridad, el conocimiento ancestral, la observación, la capacidad de entender lo complejo a través de la simplicidad, y la simbiosis entre el ser humano y la tierra. 
En el año 2023 publicó "Sarmiento sin Prejuicios: De Obrero Minero a Presidente de la Nación", obra que busca desterrar mitos y remover juicios anticipados sobre la figura de Domingo Faustino Sarmiento, considerado el máximo prócer de San Juan. Este libro es el resultado de varios años de análisis detallado de la vida y obra de Sarmiento, y pretende ofrecer una visión más objetiva y equilibrada de su legado para entender plenamente la complejidad de su personalidad y su impacto en la historia argentina.